# Ibrahim Gambari

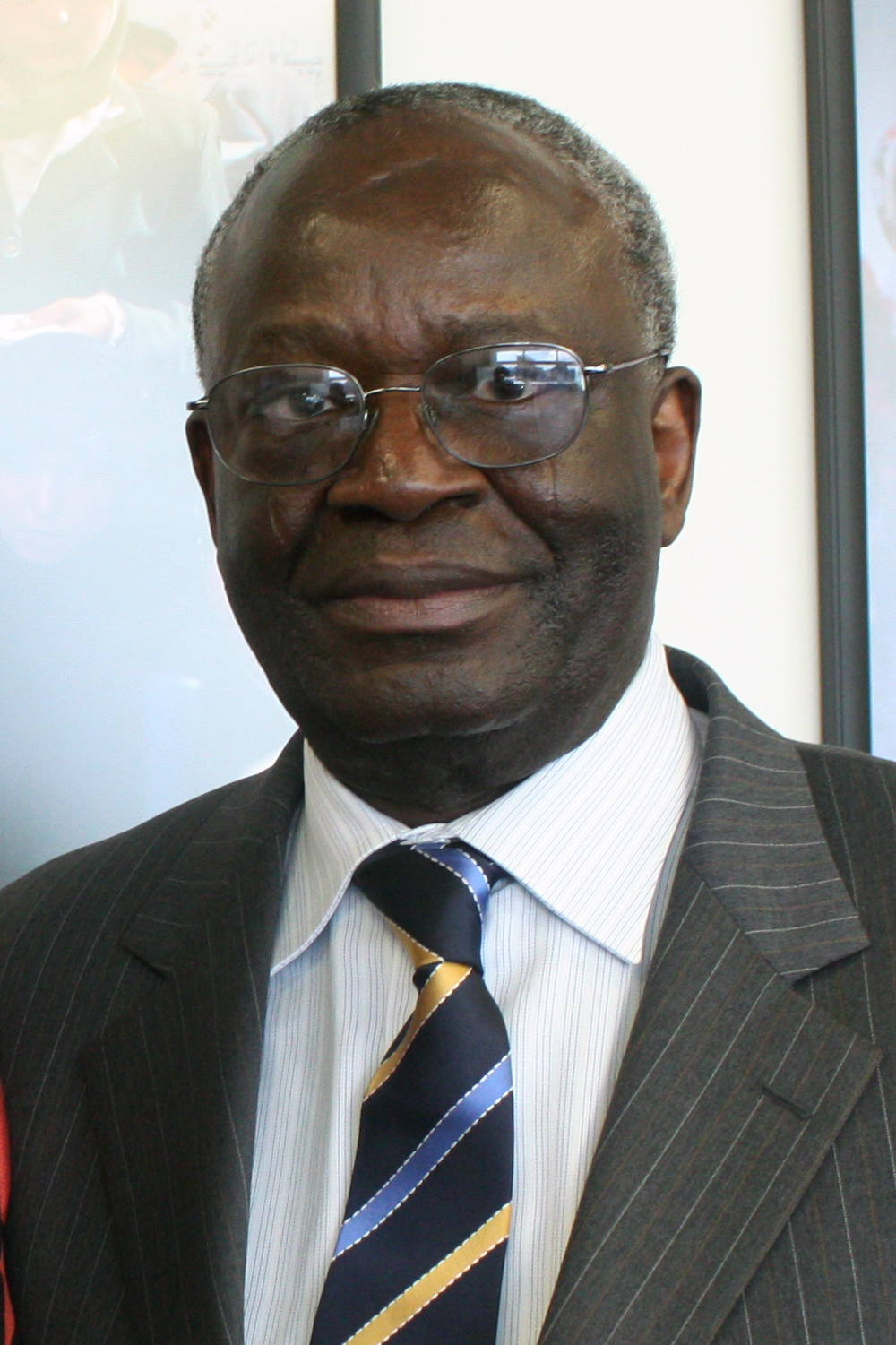
Ibrahim Gambari, Juli 2009

Ibrahim Agboola Gambari  (* 24. November 1944 in Ilorin) ist ein nigerianischer Diplomat und ehemaliger Untergeneralsekretär der Vereinten Nationen für politische Angelegenheiten. Er wurde am 10. Juni 2005 in dieser Funktion ernannt. Seit 1999 gehört er dem Sekretariat der Vereinten Nationen an.

## Bildungsweg und akademisch-politische Laufbahn
Gambari besuchte das Kings College in Lagos sowie die London School of Economics and Political Science, die er mit dem akademischen Grad eines Bachelor of Science in Politikwissenschaft abschloss. Sein Spezialgebiet waren internationale Beziehungen. Den Abschluss M.A. (Master of Arts) erhielt er 1970, den Doktortitel (Ph.D.) 1974 von der Columbia-Universität in New York. Von 1969 bis 1974 übte er eine Lehrtätigkeit an der City University of New York und der State University of New York (Albany) aus. Nach seiner Rückkehr nach Nigeria lehrte er an der Ahmadu Bello University in Zaria, wo er schließlich 1983 Professor wurde. Im Oktober 1983 wurde er als leitender Direktor an das Nigerian Institute of International Affairs  berufen, bis er im Dezember 1983 unter der Regierung des Militärdiktators Muhammadu Buhari zum nigerianischen Außenminister ernannt wurde. Nach dem Sturz Buharis im August 1985 kehrte er zunächst an die Ahmadu Bello University zurück. Von 1986 bis 1989 war er Gastprofessor an der Graduiertenschule für Internationale Beziehungen der Johns Hopkins University (in Washington), der Georgetown University und der Howard University. Er war ebenso Gastwissenschaftler der Brookings Institution in Washington und im Zentrum der Rockefeller Foundation in Italien.

## Werdegang bei den Vereinten Nationen
Von Januar 1990 bis Oktober 1999 repräsentierte Gambari sein Heimatland Nigeria bei den Vereinten Nationen als Ständiger Vertreter. In dieser Eigenschaft nahm an der 44. bis 54. Vollversammlung der Vereinten Nationen als Mitglied der nigerianischen Vertretung in ununterbrochener Folge teil. Bei zwei Gelegenheiten nahm er die Funktion des Vorsitzenden des UN-Sicherheitsrats wahr (im Mai 1994 und Oktober 1995). Er nahm in führender Position an mehreren Missionen der Vereinten Nationen teil, die sich mit der Apartheid in Südafrika befassten. Er saß dem Sonderkomitee für Friedensmissionen der Vereinten Nationen vor (1990–1999). Von 1993 bis 1999 gehörte er dem Treuhandvorstand der UNITAR an. Von Januar bis Dezember 1999 übte er außerdem die Funktion des Präsidenten des Exekutivkomitees der UNICEF aus. Von 1999 bis 2005 war er UN-Sonderberater für Afrika.
Von 2007 bis 2009 war er Gambari Sonderberater des Generalsekretärs der Vereinten Nationen für den Irak. In dessen Auftrag besuchte er im Februar 2009 Myanmar.

## Veröffentlichungen
- The new partnership for African development. Challenges and progress in organizing international support, Nigerian Institute of International Affairs, Lagos 2004, ISBN 9780020462.
- Theory and reality in foreign policy making. Nigeria after the Second Republic, Humanities Press, Atlantic Highlands, NJ, 1990, ISBN 0-391-03603-3.
- Comparative Study Of Regional Economic Integration: The Case of ECOWAS, Humanities Press, Atlantic Highlands, NJ, 1991, ISBN 0-391-03696-3.
- Nigeria at the United Nations Security Council, Sungai, Trenton, NJ, 1998, ISBN 1889218065.
- Trend in Nigerian foreign policy during Major-General Muhammadu Buhari’s administration, Bureau of the Minister, Ministry of External Affairs, Lagos, um 1984.
- Party politics and foreign policy. Nigeria under the First Republic, Ahmadu Bello University Press, Zaria/Nigeria 1980.
- The domestic politics of major foreign policy issues in Nigeria Diss. Columbia University, 1974.

Geplante Veröffentlichungen:
- Africa's Security Questions at the End of the 20th Century into the new Millennium
- The United Nations in a changing World Order: an African Perspective.